# کولنو (استان وارمی-ماسوری)
کولنو (به لهستانی:  Kolno) یک روستا در لهستان است که در گمینا کولنو (استان وارمی-ماسوری) واقع شده است. کولنو ۵۹۰ نفر جمعیت دارد.

## خواهرخوانده
شهر Belm خواهرخواندهٔ کولنو (استان وارمی-ماسوری) هست.